# Lyncina
Genre
Lyncina est un genre de gastéropodes, d'aspect lisse et brillant, de la famille des « porcelaines » (Cypraeidae).

## Liste des espèces
Selon World Register of Marine Species (29 octobre 2014) :
- Lyncina aliceae Lum, 2013
- Lyncina aurantium (Gmelin, 1791)
- Lyncina broderipii Gray in G. B. Sowerby I, 1832
- Lyncina camelopardalis (Perry, 1811)
- Lyncina carneola (Linnaeus, 1758)
- Lyncina joycae (Clover, 1970)
- Lyncina kuroharai (Kuroda & Habe, 1961)
- Lyncina leucodon (Broderip, 1828)
- Lyncina leviathan Schilder & Schilder, 1937
- Lyncina lynx (Linnaeus, 1758)
- Lyncina nivosa (Broderip, 1827)
- Lyncina porteri (Cate, 1966)
- Lyncina schilderorum Iredale, 1939
- Lyncina sulcidentata (Gray, 1824)
- Lyncina ventriculus (Lamarck, 1810)
- Lyncina vitellus (Linnaeus, 1758)

## Galerie

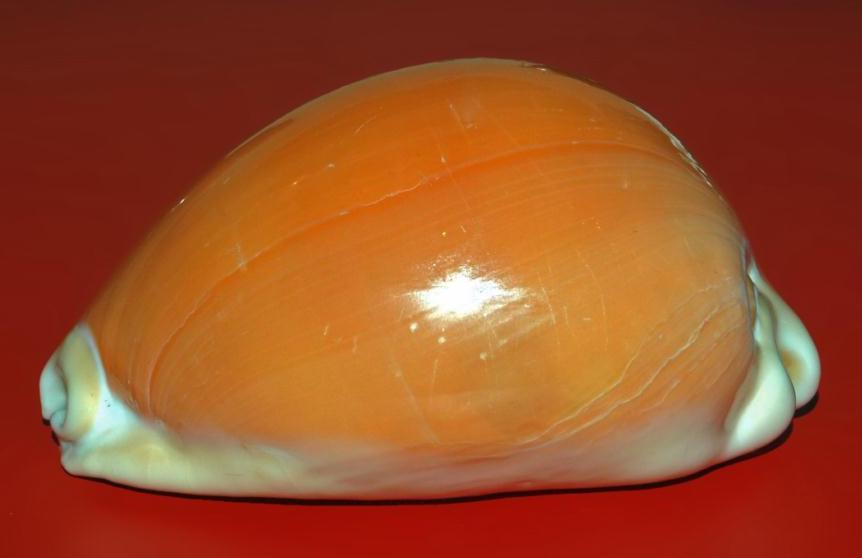
Cypraea aurantium.
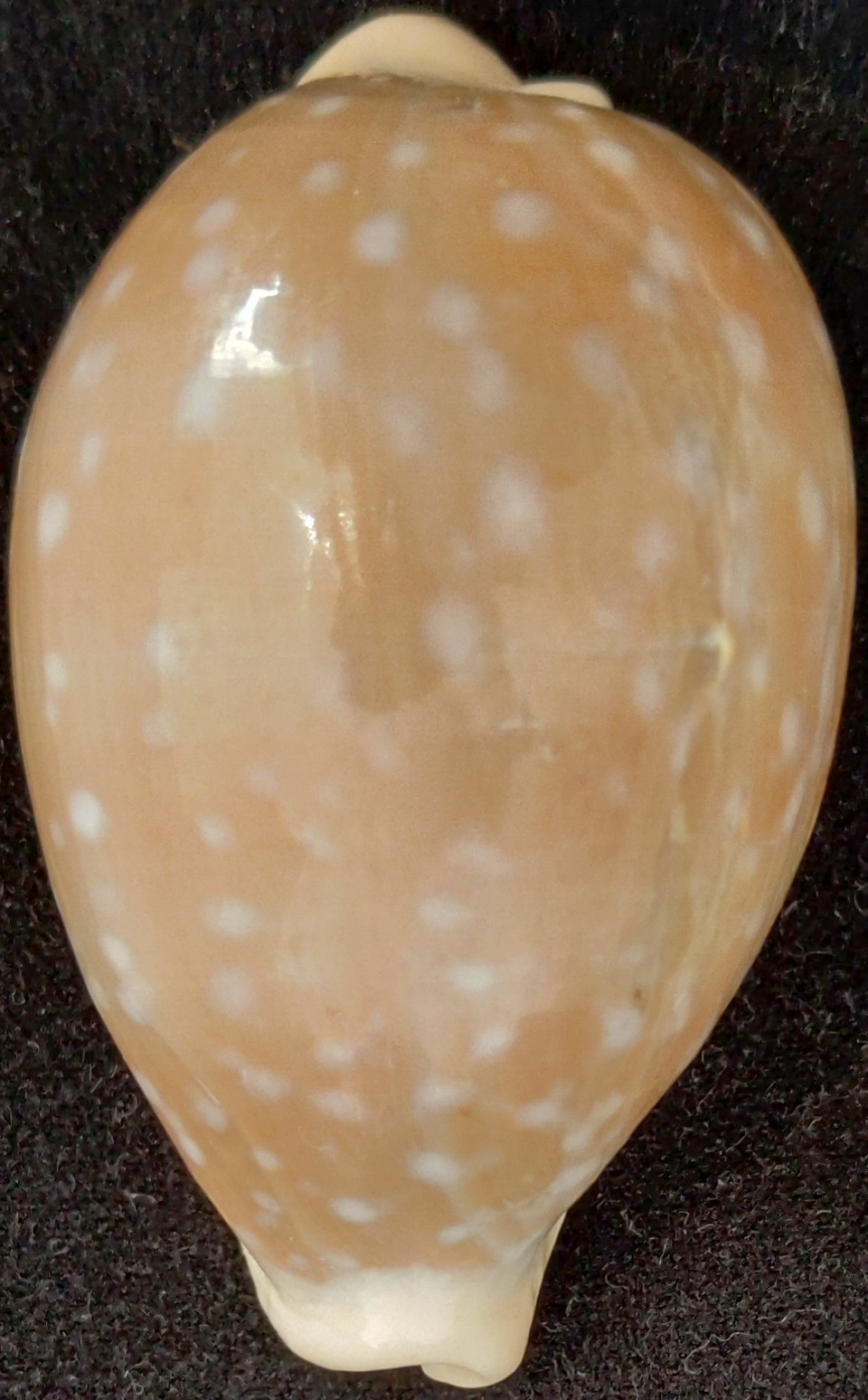
Lyncina camelopardalis
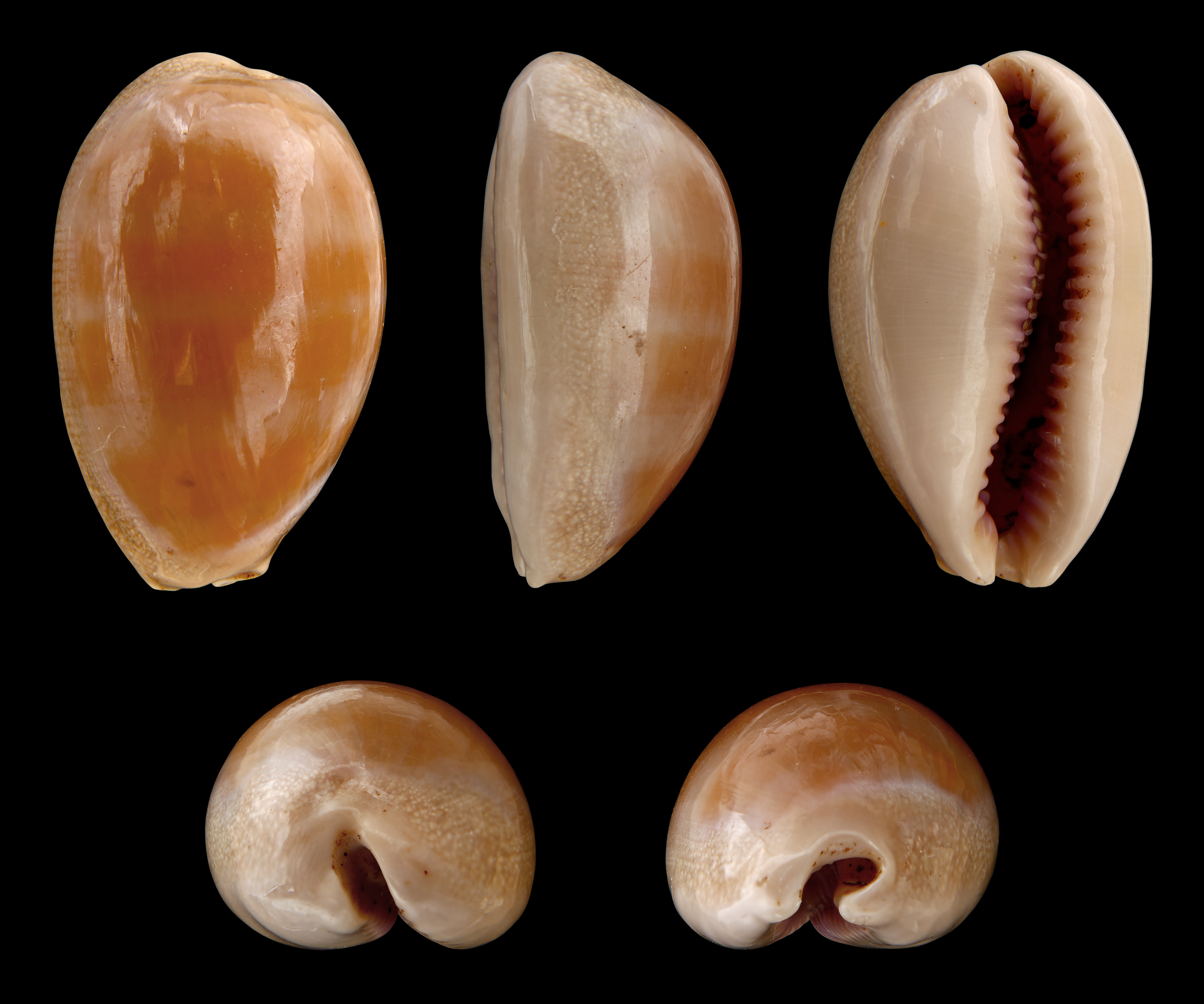
Lyncina carneola.
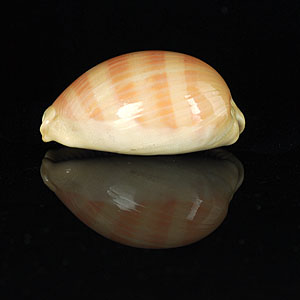
Lyncina leviathan.
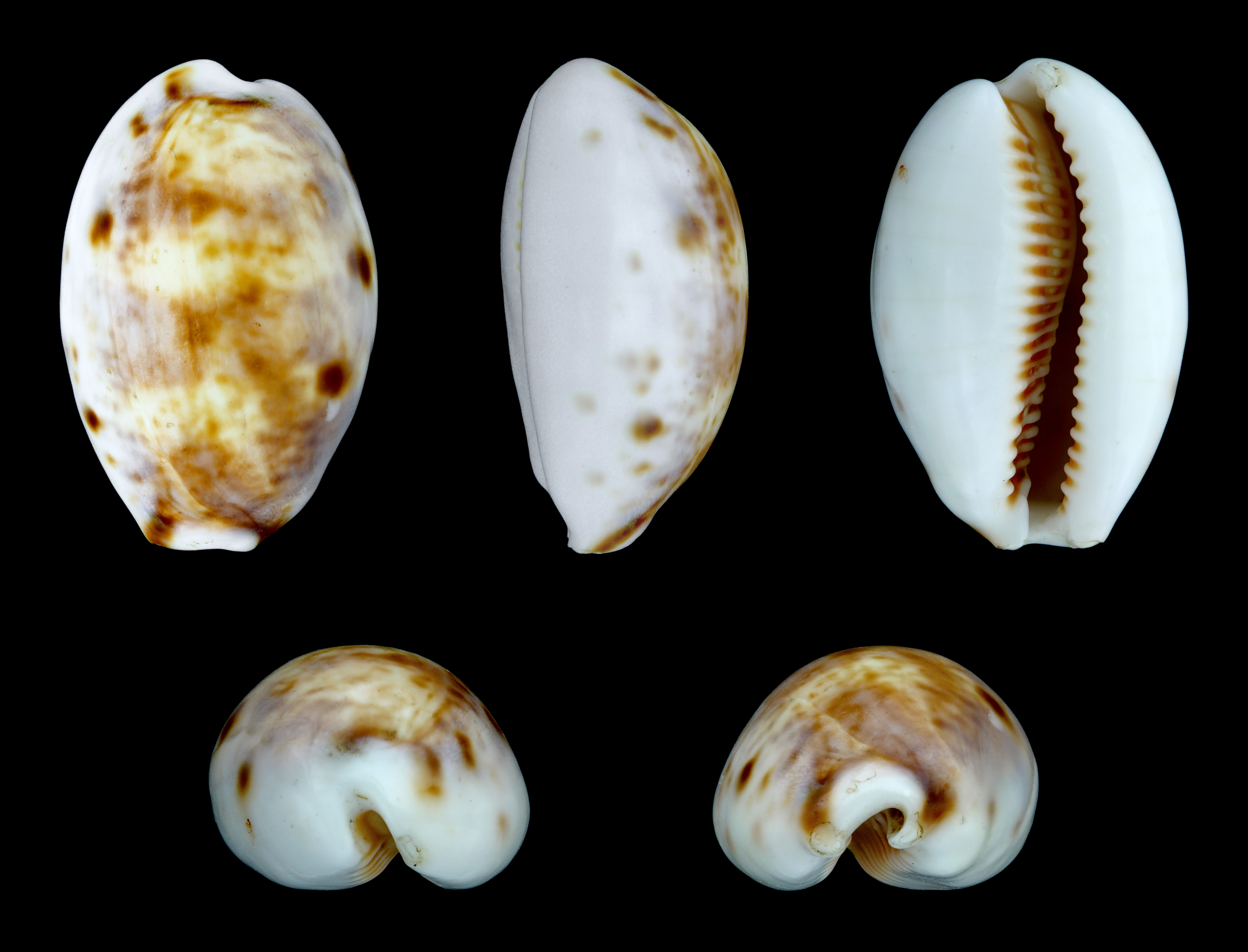
Lyncina lynx.
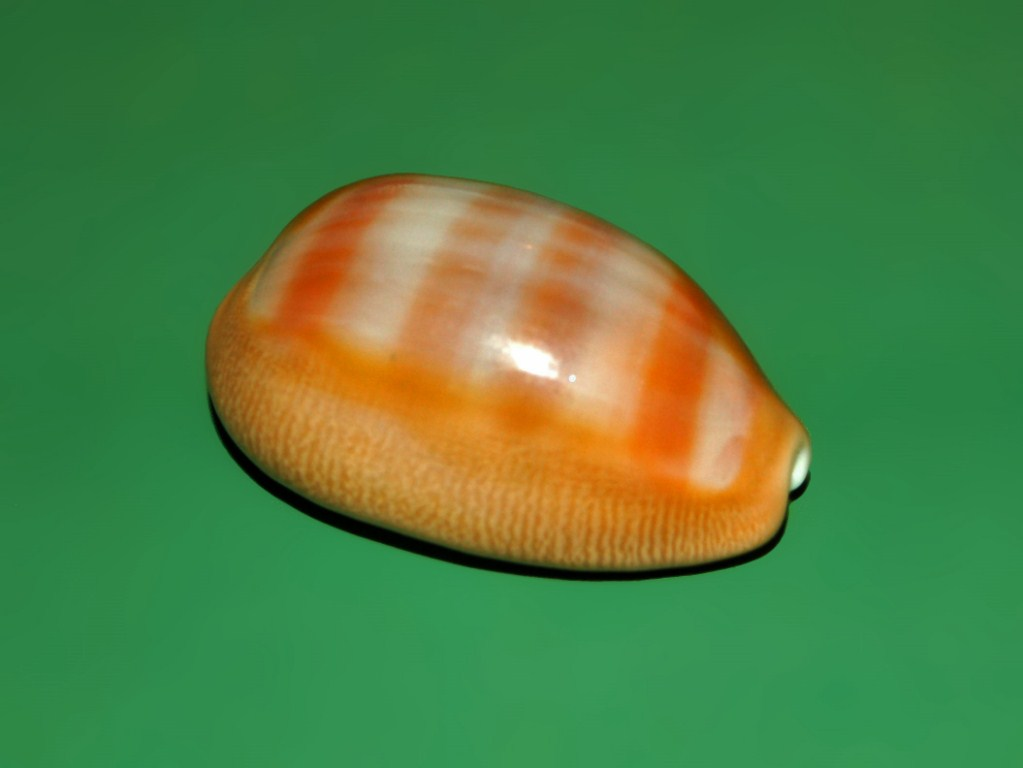
Lyncina schilderorum.
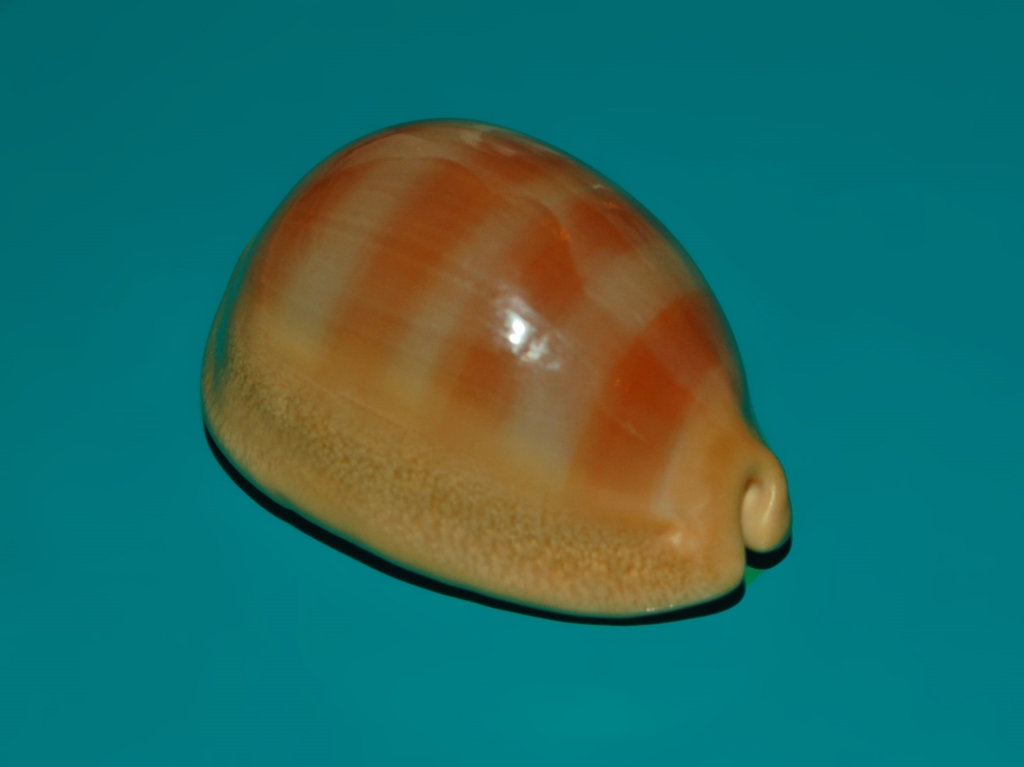
Lyncina sulcidentata.
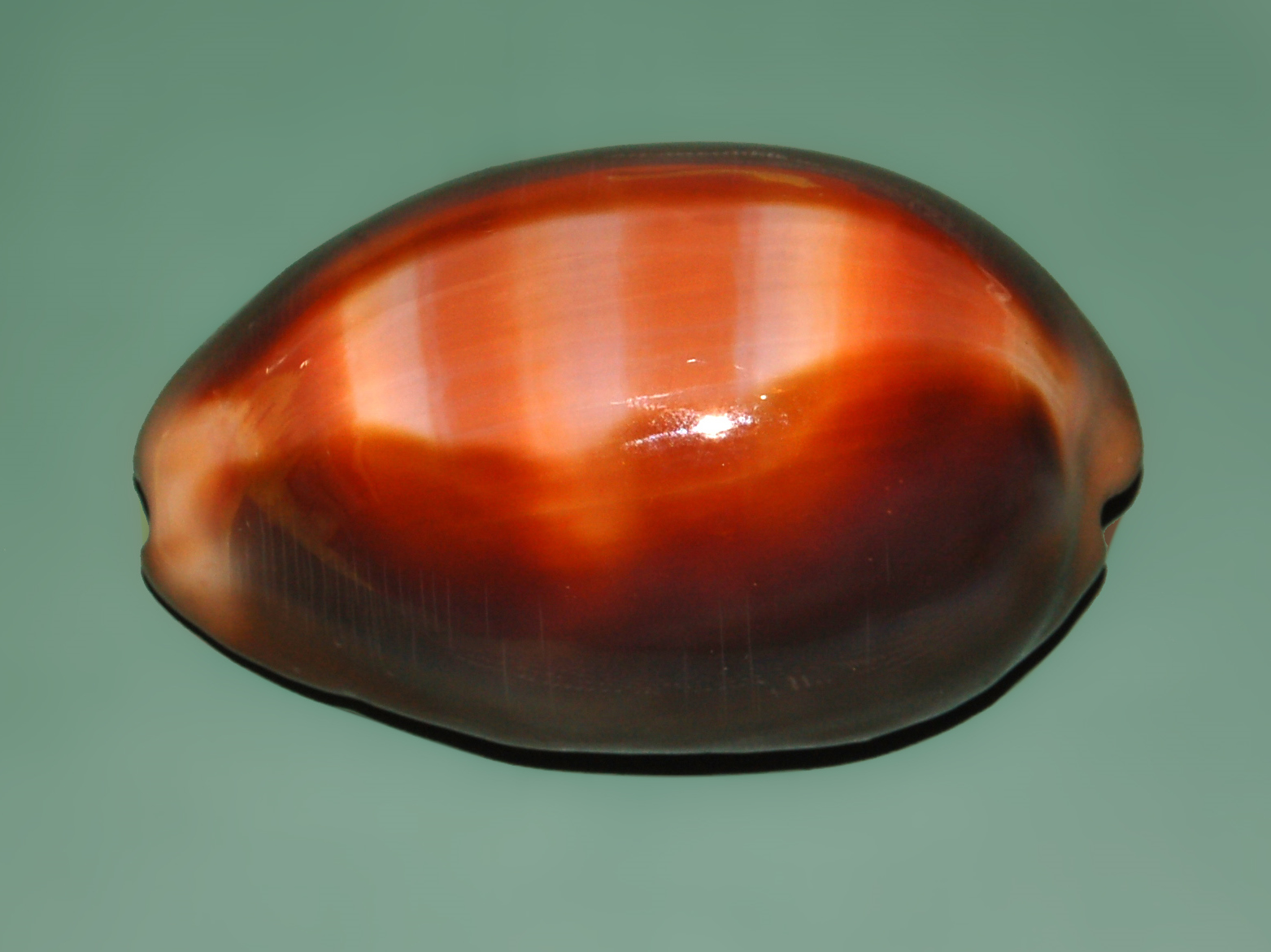
Cypraea ventriculus.
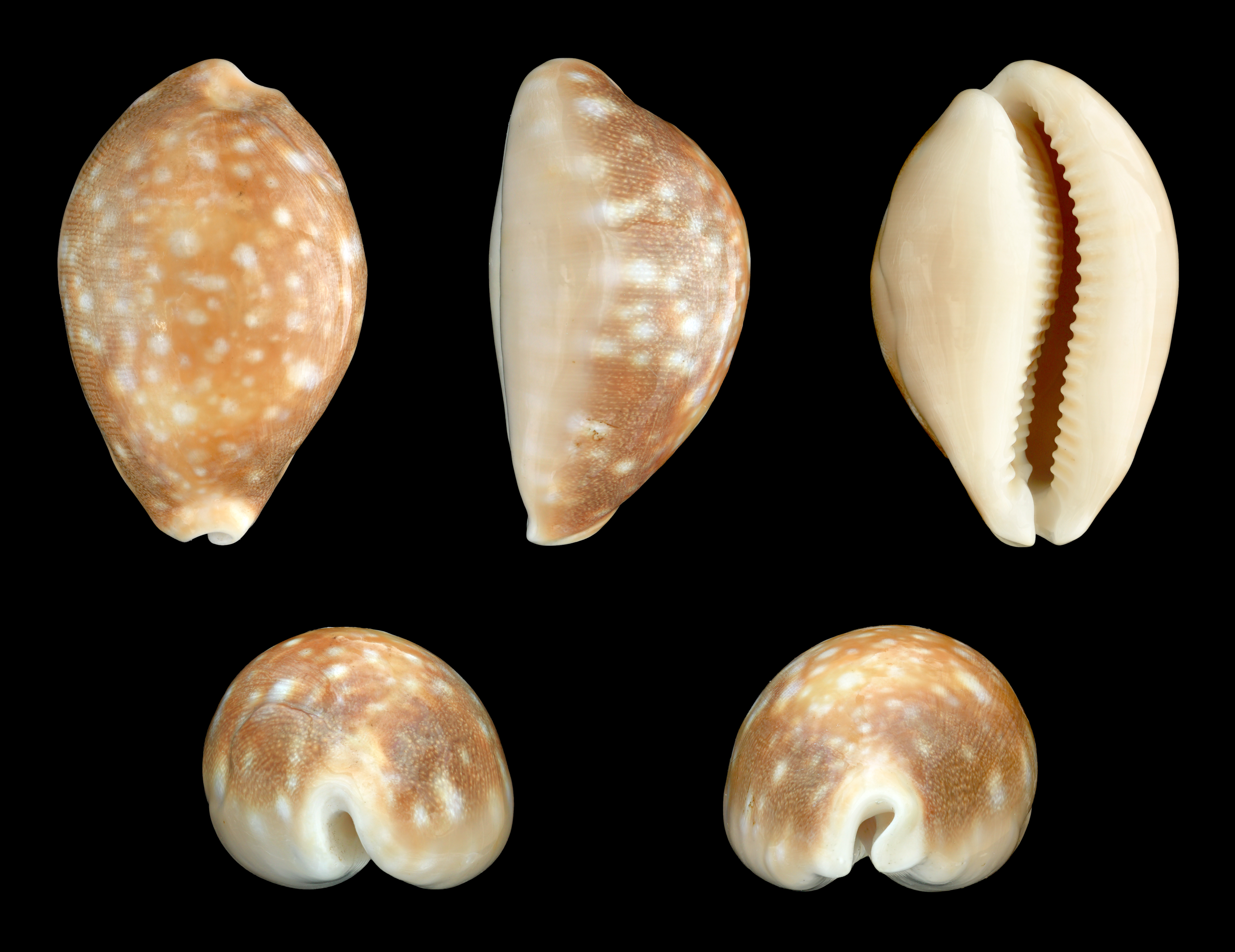
Lyncina vitellus.
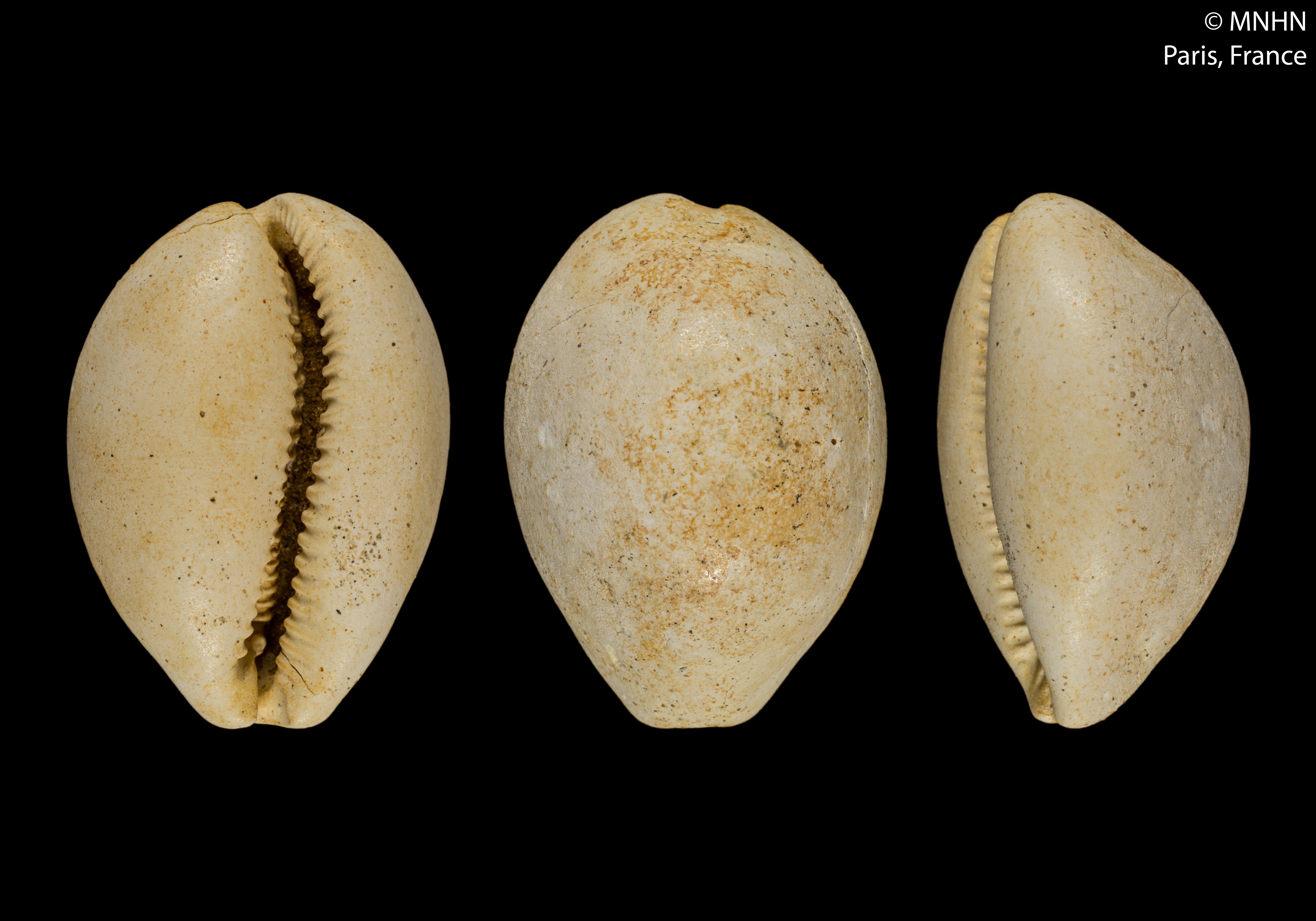
Lyncina testicula (fossile)